# Степановские Выселки
Степановские Выселки — опустевшее село в Камышлинском районе Самарской области. Входит в состав сельского поселения Балыкла. 

## География
Находится на расстоянии примерно 13 километров по прямой на юг от районного центра села Камышла.

## Население
Постоянное население составляло 3 человека (украинцы 100%) в 2002 году, 0 в 2010 году.